# 因河地区里德
因河地區里德（德語：Ried im Innkreis）是奧地利上奧地利州的市镇，位於該國北部萨尔茨堡以北60公里，面積6.77平方公里，海拔高度433米，2012年人口11,380，其中約七成居民信奉羅馬天主教。

## 外部連結
- Ried im Innkreis（页面存档备份，存于）
- WINTERSTEIGER AG（页面存档备份，存于）
- Fischer Skis